# Sturm über dem Pazifik
Sturm über dem Pazifik ist ein US-amerikanischer Kriegsfilm von Delmer Daves von 1949, der die Entwicklung der US-Flugzeugträger zum Thema hat. Die Premiere des Films fand am 30. August 1949 statt, der allgemeine Kinostart in den USA erfolgte dann erst einen Monat später. In Deutschland erschien der Film erst am 27. Januar 1956 in den Kinos.

## Handlung
Der Navy-Pilot Jonathan Scott erinnert sich an seine Zeit bei der US-Navy. Der erste Flugzeugträger, die Langley, war ein umgebauter Kohlefrachter. Die Navy hatte kein Geld, um Flugzeuge zu entwickeln, die auf dem Träger landen konnten. Mehrere Piloten starben bei dem Versuch, auf dem kurzen Deck zu landen. So muss Scott die Nachricht vom Tod ihres Mannes an Mary Morgan überbringen.
1923 wird Scott nach Washington beordert. Dort soll er dabei helfen, ein spezielles Trägerflugzeug zu entwickeln. Außerdem soll er die Verantwortlichen bei der Navy davon überzeugen, mehr Geldmittel zur Finanzierung der Marinefliegerei bereitzustellen. Auf einer Party begegnet er Mary wieder. Eine Diskussion, die Scott mit dem Zeitungsherausgeber Bentley führt, verärgert Admiral Ames. Er lässt Scott daraufhin in die Panamakanalzone versetzen. Vor seiner Abreise macht er Mary einen Heiratsantrag. Die lehnt aber ab, da sie keinen Piloten mehr heiraten will. Sie verspricht ihm aber, ihn bei seiner Entwicklung der Flugzeuge zu unterstützen.
Als der neue Flugzeugträger Saratoga in Dienst gestellt wird, wird auch Scott an Bord befohlen. Er trainiert mit den neuen Maschinen, stürzt aber dabei ab. Im Krankenhaus bekommt er Besuch von Mary, die seinen zweiten Antrag annimmt. Zuerst leben sie zwei Jahre auf Hawaii, dann ziehen sie nach Annapolis. Dort soll der zum Lieutenant Commander beförderte Scott Marineflieger unterrichten. Doch sein Beharren auf die zukünftige Kampfkraft der Flugzeugträger kostet ihn die Beförderung. Nach der japanischen Besetzung der Mandschurei will Scott die Navy verlassen, um in Europa Flugzeuge zu verkaufen. Doch Mary bestärkt ihn darin, in der Navy zu bleiben. Sie ziehen wieder nach Hawaii, wo Scott ein Schiffskommando erhält.
Mit der Enterprise läuft er aus, um ihren Wert zu zeigen. Der Träger ist auf See, als der japanische Angriff auf Pearl Harbor beginnt. Bei der Schlacht um Midway wird das Flugdeck von japanischen Torpedobombern stark beschädigt. Die Mannschaft muss den Flugzeugträger verlassen. Scott, nun Kapitän, reist nach Washington, um für neue Flugzeugträger zu werben. Endlich wird eine Trägerflotte gebaut. Scott erhält das Kommando über eines der Schiffe. Bei der Schlacht um Okinawa kann die Flotte ihren Wert zeigen.
Vier Jahre nach Kriegsende verlässt Scott die Navy. Er kehrt zu Mary zurück, die an den Docks auf ihn wartet.

## Kritiken
Das Lexikon des internationalen Films über den Film: „Sehr breit angelegter Kriegsfilm, an dem eher technische Details und dramatisches Wochenschaumaterial fesseln als die allzu patriotisch-heroische Spielhandlung.“

## Hintergrund
Verschiedene Hinweise, wie zum Beispiel die Schiffsnummer auf dem Bug und andere Kameraeinstellungen, lassen vermuten, dass die Schiffsszenen an Bord der Antietam gedreht wurden.
Originalaufnahmen des ersten US-Flugzeugträgers Langley und des Trägers Saratoga wurden in den Film eingearbeitet. Aus diesen Gründen entschloss man sich, den Film in Schwarzweiß zu drehen. Erst gegen Ende des Films, ca. die letzten 18 Minuten, wurde in Farbe gedreht. Weitere Originalaufnahmen zeigen Szenen von Kamikazeangriffen und von der Schlacht um Midway.
In der Originalversion spricht Edmond O’Brien den Nachrichtensprecher im Radio, der den Angriff auf Pearl Harbor verkündet.